# Margit Hall
Margit Dagmar Hall, född 19 juli 1901 i Sankt Petersburg, död 30 maj 1937 i Fors församling,var en svensk arkitekt och den första kvinnliga arkitekt som utexaminerades från Chalmers tekniska institut.
Efter en uppväxt i Sankt Petersburg flyttade Margit Hall till Göteborg och tog 1919 studentexamen vid Göteborgs gymnasium för flickor. Hon påbörjade samma år studier vid Chalmers, och tog examen 1922 men fortsatte sedan med studier i konsthistoria vid Göteborgs högskola åren 1922–1925. Hall praktiserade och arbetade på flera arkitektkontor, bland annat hos Hans Hedlund och Allan Berglund. Därefter arbetade hon vid Göteborgs stadsingenjörskontor 1924–1927.
Margit Hall gifte sig 1928 med möbelarkitekten Per Hilding Eklund (1895–1936), och de ritade tillsammans möbler för mannens familjeföretag.
Hon avled i cancer 1937 blott 35 år gammal.